# Julius Weisbach
Julius Ludwig Weisbach (Mittelschmiedeberg, Szász Királyság, 1806. augusztus 10. – Freiberg, 1871. február 24.) német matematikus és mérnök.

## Életpályája
Julius Ludwig Weisbach 1806. augusztus 10-én született a németországi Mittelschmiedebergben (ma Mildenau része). Tanulmányait 1822 és 1826 között a freibergi bányászati akadémián végezte. Ezt követően Bernhard Friedrich Thibaut-nál és Carl Friedrich Gaussnál tanult Göttingenben és Friedrich Mohsnál Bécsben. (Annak bizonyítéka nélkül, hogy Weisbach valóban részt vett Gauss előadásain.)
1831-ben tért vissza Freibergbe, ahol matematikatanárként dolgozott a helyi gimnáziumban. 1833-ban a Freibergi Bergakadémián a matematika és a hegyi gépek elméletének tanára lett. 1836-ban az alkalmazott matematika, a mechanika, a hegyi gépek elmélete professzorává léptették elő.
Weisbach nagy hatású könyvet írt a gépészmérnökhallgatók számára Lehrbuch der Ingenieur- und Maschinenmechanik címmel, amelyet 1845 és 1863 között számos alkalommal bővítettek és újranyomtak.
A Darcy-egyenletet a ma is széles körben használt Darcy-Weisbach-egyenletté finomította.
1855-től a szentpétervári Orosz Tudományos Akadémia levelező tagja volt.  1868-ban a Svéd Királyi Tudományos Akadémia külföldi tagjává választották. 
1871. február 24-én Freibergben, 64 éves korában érte a halál.

## Családja
Lánya Maria Camilla Weisbach (1835-1908) volt, aki akkor ismerkedett meg Edward Carl Hegelerrel (1835-1910), amikor az apjánál tanult Freibergben, és 1860. április 5-én hozzáment feleségül. A házaspár az llinois állambeli LaSalle-ban telepedett le, ahol Hegeler megalapította a Matthiessen-Hegeler Cink Companyt. 
Tíz gyermekük közül az első, Mary Hegeler már fiatal lányként apja mellett dolgozott, és 1882-ben első nőként mérnöki diplomát szerzett a Michigani Egyetemen. 1885-ben ő lett az első nő, aki nagyapja egyetemére, a Bergakademie Freibergre törvényesen beiratkozott, unokatestvére, Clemens Winkler ajánlólevelével.

## Válogatott publikációi
- Handbuch der Bergmaschinenmechanik (2 kötet, 1835/1836)
- Lehrbuch der Ingenieur- und Maschinenmechanik (3 Bde., 1845/1863)
- Der Ingenieur, Sammlung von Tafeln, Formeln und Regeln der Arithmetik, Geometrie und Mechanik (1848)
- Die neue Markscheidekunst und ihre Anwendung auf die Anlage des Rothschönberger Stollns bei Freiberg (1851)
- Anleitung zum axonometrischen Zeichnen (1857)
- Vorträge über mathematische Geographie, gehalten an der königlich sächsischen Bergakademie zu Freiberg. J. G. Engelhardt, Freiberg 1878 (edoc.hu-berlin.de).